# تيلخانة
التيلخانه
اسم كان يطلق على مبنى دائرة البرق والبريد في بغداد، فبعد ان سمحت الحكومة العثمانية عام 1875م، بمد خط (تلغراف) بين إسطنبول وبغداد، وكان ذلك في عهد والي بغداد حاجي عبد الرحمن نور الدين باشا. وكان وضع الحجر الأول لدار البريد الجديدة في 16 كانون الأول من سنة 1911م، وفي صباح نهار الأحد 29 حزيران سنة 1913م، افتتحت دار البرق والبريد في بغداد بمحلة الميدان، مقابل مدرسة الإعدادية المركزية للبنين، وقد تم بناؤها على الطراز الحديث المعروف في المدن الكبرى، وكان يوما مشهودا، وافتتحت بحضور والي بغداد حسين جلال بك، ومازالت بنايتها قائمة. وكان بجانبها حمام عام يسمى حمام التيلخانة، ويقابلها مدرسة جامع النعمانية وهو نفسه مسجد السليمانية، الذي يعرف أيضاً باسم جامع التيلخانة.